# Frederick N. Judson

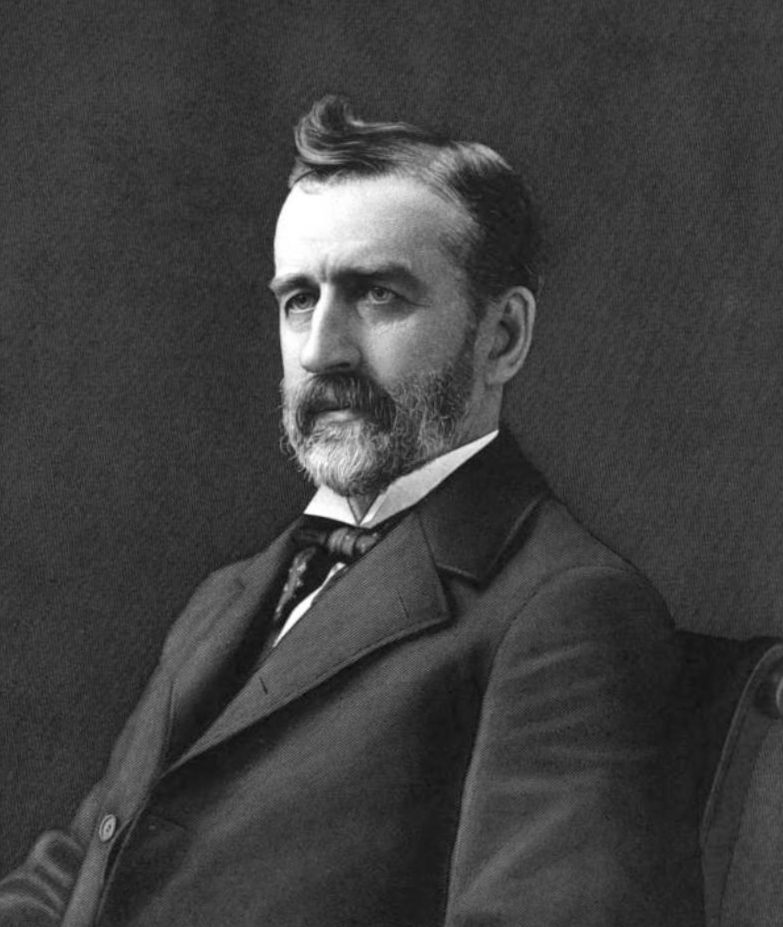

Frederick Newton Judson (* 7. Oktober 1845 in St. Mary’s, Georgia; † 18. Oktober 1919) war ein US-amerikanischer Jurist. Er amtierte 1906/07 als Präsident der American Political Science Association (APSA).
Judson machte sein Master-Examen (Artium Magister) 1869 an der Yale University und den Abschluss als  Bachelor of Laws (LL.B.) 1871 an der Law School der Washington University in St. Louis. Ebenfalls 1871 wurde er als Rechtsanwalt zugelassen und war bei 1873 Privatsekretär des Gouverneurs von Missouri, B. Gratz Brown. Danach praktizierte er in St. Louis als Rechtsanwalt und war Dozent an der dortigen Law School.

## Schriften (Auswahl)
- A treatise on the power of taxation, state and federal, in the United States. The F.H. Thomas Law Book Company, St. Louis 1917.
- The judiciary and the people. Yale University Press, New Haven 1913.
- The law of interstate commerce and its federal regulation. T.H. Flood, Chicago 1905.